# Гонсалвес, Камилло
Камилло Майкл Гонсалвес (англ. Camillo Michael Gonsalves; 12 июня 1972) — политик Сент-Винсента и Гренадин. С 2017 года Министр финансов, с 2007 по 2013 гг. Постоянный представитель при Организации Объединённых Наций в Сент-Винсенте и Гренадин. Сын премьер-министра Ральфа Гонсалвеса.

## Биография
Родился 12 июня 1972 года в Филадельфии, в семье отца Ральфа Гонсалвеса, премьер-министра Сент-Винсента и Гренадин с 2001 года и его первой жены Сони Гонсалвес, профессора психологии Стоктонского университета.
Получил степень бакалавра гуманитарных наук в области журналистики в Университете Темпл в Филадельфии, окончил юридический факультет Университета Джорджа Вашингтона со степенью доктора юриспруденции. Учился в Нью-Йоркском университете закончив его со степенью магистра в области глобальных отношений.

## Политическая карьера
До выпуска с юридического факультета, работал журналистом в Филадельфии, затем был адвокатом по корпоративным спорам в Вашингтоне. Впоследствии старший королевский советник в правительстве Сент-Винсента и Гренадин, перед назначением на различные политические посты в Кубе, Венесуэле, Эфиопии, Корее, Ливии и во всём Карибском сообществе. С 2007 по 2013 гг. Гонсалвеш занимал должность Постоянного представителя при Организации Объединённых Наций в Сент-Винсенте и Гренадин.
В 2013 году был назначен сенатором в Палате собрания Сент-Винсенте и Гренадин но прежде чем занять эту должность отказался от гражданства США. Был назначен министром иностранных дел, внешней торговли, по делам потребителей и информационных технологий.
В декабре 2015 года Гонсалвеса избрали в Палату собрания в избирательном округе Сент-Джордж. 14 декабря 2015 года приведён к присяге на пост министра экономического планирования, устойчивого развития, промышленности, торговли, информации и труда.
10 ноября 2017 года сменил своего отца в должности Министра финансов Сент-Винсента и Гренадин — портфель, которым владел его отец с того момента когда его администрация Единой лейбористской партии пришла к власти в 2001 году.
5 ноября 2020 года переизбран на второй срок и 10 ноября приступил к введению обязанностей Министра финансов Сент-Винсента и Гренадин.